# Witoczno
Witoczno (kaszb. Jezoro Wëtoczno) – przepływowe jezioro rynnowe na Równinie Charzykowskiej w kompleksie leśnym Borów Tucholskich Zaborskiego Parku Krajobrazowego, w powiecie chojnickim województwa pomorskiego na wysokości 120 m n.p.m.
Akwen jeziora jest połączony rynną Brdy z jeziorami Karsińskim i Łąckim. Charakteryzuje się niskimi piaszczystymi brzegami. Prowadzi tędy również „Szlak kajakowy rzeki Brdy”.
Powierzchnia całkowita: 101 ha, maksymalna głębokość: 10 m.